# St. John’s University (New York)

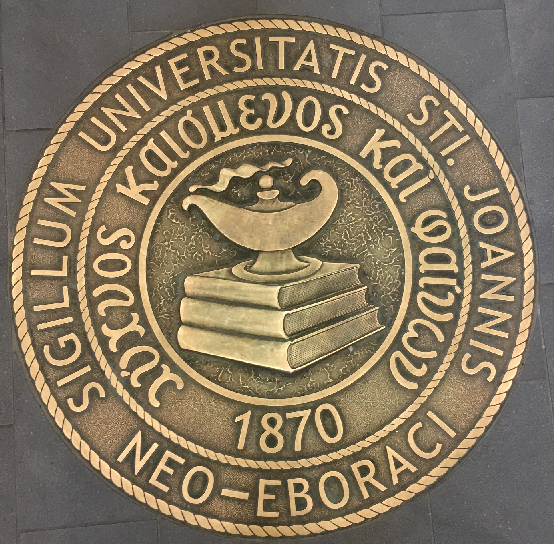

Die St. John’s University ist eine private Universität in New York City im US-Bundesstaat New York. Mit 20.346 Studenten ist sie nach der DePaul University die zweitgrößte katholische Hochschule in den USA. Sie wurde 1870 gegründet.
Neben dem Hauptcampus in Jamaica (Bezirk Queens) unterhält St. John’s Außenstellen in Manhattan, Staten Island und Rom.

## Fakultäten
- Geistes- und Naturwissenschaften
- Pädagogik
- Pharmazie und Gesundheitsberufe
- Professional Studies
- Rechtswissenschaften (St. John’s University School of Law)
- Wirtschaftswissenschaften (Peter J. Tobin College of Business)

## Sport
Die Sportteams der St. John’s University werden Red Storm genannt. Die Hochschule ist Mitglied in der Big East Conference.
Das Belson Stadium wurde z. B. vom FC New York genutzt.

## Persönlichkeiten
- Anthony Joseph Bevilacqua (1923–2012) – Erzbischof von Philadelphia
- Lou Carnesecca (1925–2024) – Basketballtrainer
- Shalrie Joseph (* 1978) – Fußballspieler
- Darryl „D.M.C.“ McDaniels – Gründer der Hip-Hop Band Run-D.M.C.
- Chris Mullin (* 1963) – Basketballspieler
- Nabil Mbombo Njoya (* 1992) – Fon des Königreiches Bamum
- Ron Silver (1946–2009) – Schauspieler
- Tim Parker (* 1993) – Fußballspieler
- James Schiro (1946–2014) – Versicherungsmanager
- Metta World Peace (Geburtsname: Ron Artest) (* 1979) – Basketballspieler